# Роутаярви
Роутаярви — пресноводное озеро на территории Калевальского городского поселения и Луусалмского сельского поселения Калевальского района Республики Карелии.

## Общие сведения
Площадь озера — 1,6 км². Располагается на высоте 127,2 метров над уровнем моря.
Форма озера продолговатая: оно вытянуто с северо-запада на юго-восток. Берега преимущественно заболоченные.
Из озера вытекает ручей Руотаноя, впадающий в залив Руотаханлакши озера Среднего Куйто.
Код объекта в государственном водном реестре — 02020000811102000004739.